# Элиасов, Лазарь Ефимович
Лазарь Ефимович Элиасов (1 июня 1914, с. Большое Уро современного Баргузинского района, Республика Бурятия — 7 мая 1976, Камчатка) — советский фольклорист, общественный деятель. Доктор филологических наук, профессор. Руководил научным советом по фольклору народов Сибири и Дальнего Востока при СО АН СССР. Один из организаторов Бурятского отделения Географического общества СССР. Депутат Верховного Совета Бурятской АССР (1967-70).
Родился в семье Ефима Залмановича Элиасова и Ривы Элиасовой, в которой был младшим ребёнком. В 1938 году был репрессирован.
Автор монографии «Русский фольклор Восточной Сибири» в 3-х частях (1958, 1960, 1973), «Словаря русских говоров Забайкалья» (1980), сборников фольклор. текстов.
Руководил 30 экспедициями, автор проекта изд. 30-томного «Свода русского фольклора Сибири». Провёл и руководил 30 экспедиций в Амурской, Читинской, Иркутской, Тюменской, Кемеровской, Томской областях, Бурятской и Горно-Алтайской автономной области, в Красноярском, Приморском, Хабаровском краях.
Свыше 40 лет работал над составлением «Словаря русских говоров Забайкалья» (Москва, 1980).
Похоронен в Улан-Удэ.

## Награды
- Орден «Знак Почета», 2 ордена Красной Звезды, орден Отечественной войны II степени, медали.
- Заслуженный деятель науки Бурятии.